# Reuven Snir
Reuven Snir (hébreu : ראובן שניר), né en 1953 de parents juifs irakiens, est un universitaire israélien, professeur de langue et de littérature arabe à l'université de Haïfa, et traducteur de poésie ; ses langues sont l'arabe, l'hébreu et l'anglais. Il a reçu le Tchernichovsky Prize (en) pour son œuvre de traducteur (2014).

## Biographie
Reuven Snir est né de parents juifs irakiens qui ont émigré en Israël en 1951. Ils étaient arabophones mais lui-même, né en Israël, a rejeté dans son enfance la langue arabe, que le système éducatif sioniste présentait comme la langue de l'ennemi.
Reuven Snir faisant le récit de sa vocation se rappelle les poèmes arabes que son père aimait à réciter et que lui-même ne voulait pas entendre. Ces poèmes lui revinrent en mémoire cependant quand il découvrit, bien plus tard, un poème du Palestinien Mahmoud Darwich (1941-2008), Anā Yūsuf Yā Abī (O père, je suis Joseph), chanté par Marcel Khlife (né en 1940). Après avoir eu honte de ses parents, il en éprouva du regret. Son repentir (tawba en arabe) dit-il, fut lent et graduel. Il étudiait à l'Université hébraïque de Jérusalem la littérature arabe ascétique du VIIIe siècle, se détournant ainsi de la culture arabe moderne, et même de la culture juive arabe du XXe siècle : selon la pensée dominante à l'université de Jérusalem, explique-t-il, les Arabes contemporains formaient une « nation morte » (umma bā'ida), une nation qui avait un passé glorieux, mais qui n'avait rien à offrir au présent. Le décès de l'écrivain juif irakien Anwar Shaul (en) (devenu israélien) en 1984 et le refus de l'organe de presse dans lequel travaillait R. Snir (Voice of Israel, section arabe) d'honorer la mémoire de cet intellectuel juif arabe comme celle d'autres grandes figures du judaïsme irakien lui fit prendre conscience du mépris dans lequel l'establishment sioniste tenait la culture orientale. Selon R. Snir la politique de remodelage de l'identité des juifs arabes immigrés conformément au modèle ashkénaze n'est pas très différente de la politique britannique en Inde telle qu'elle a été définie par Thomas Babington Macaulay dès le XIXe siècle : les Anglais voulaient former un homme nouveau, Indien par la couleur et le sang, mais Anglais par le goût, l'esprit, l'intelligence. Selon R. Snir, le mouvement sioniste a voulu former des Israéliens qui seraient Orientaux par la couleur et le sang, mais sionistes et ashkénazes par leurs goûts et leurs opinions. De plus, le système éducatif israélien a forcé les enfants des familles juives arabes à considérer la Shoah comme leur propre, sinon leur seul marqueur identitaire. 
Reuven Snir reprend à son compte l'analyse de Nissim Nejwan, écrivain juif irakien devenu israélien qui, en réponse à un journaliste de Ha'aretz selon lequel les juifs arabes sont des « primitifs » d'une « absolue ignorance, incapables de comprendre quoi que ce soit d'intellectuel » (par opposition aux juifs européens), affirme qu'en Israël les juifs orientaux ont été soumis à une opération de « nettoyage culturel qui les a conduits à abandonner leur culture, leur langue, leur mode de vie. C'est ainsi que (selon Nissim Rejwan) Israël a manqué une chance unique de s'intégrer dans la région, au lieu d'y être considéré comme un corps étranger ».

### Cursus et postes universitaires
Il a obtenu sa MA à l'université hébraïque de Jérusalem en 1982 pour un travail incluant une édition d'un ouvrage sur l'ascétisme intitulé Kitāb al-Zuhd de al-Mu‘afa ibn ‘Imran (VIIIe siècle).
En 1987 il obtient son doctorat (PhD) pour un travail consacré aux dimensions mystiques de la poésie arabe moderne.
Il a enseigné au Collège scientifique de Berlin (2004–2005), à l'Oxford Centre for Hebrew and Jewish Studies (2000 and 2008), à l'université de Heidelberg (2002) et à l'université libre de Berlin (2005).

## Travaux

### Religion, mysticisme et littérature arabe moderne
- Mysticisme et poésie dans la littérature arabe [en anglais : Mysticism and Poetry in Arabic Literature], Orientalia Suecana XLIII-XLIII (1994-1995), pp. 165–175
- Néo-soufisme dans la poésie arabe moderne [en anglais : Neo-Sufism in Modern Arabic Poetry], Sufi – A Journal of Sufism no 27, automne 1995), pp. 23-27
- Le néo-soufisme dans les œuvres du poète égyptien Ṣalāḥ ‘Abd al-Ṣabūr [en anglais : Neo-Sufism in the Writings of the Egyptian Poet Ṣalāḥ ‘Abd al-Ṣabūr], Sufi – A Journal of Sufism no 13, 1992, pp. 24–26
- Le Chapitre sur l'amour dans al-Risāla al-Qushayriyya (Épitre sur la science du soufisme) [en anglais : Bāb al-Maḥabba (The Chapter on Love) in al-Risāla al-Qushayriyya : Rhetorical and Thematic Structure], Israel Oriental Studies no XIX, 1999, pp. 131–159

### La culture juive arabe
- Les changements culturels tels qu'ils se reflètent dans la littérature : les écrivains juifs en Irak et la naissance de la nouvelle [short story] arabe [en hébreu], Pe‘amim – Studies in Oriental Jewry no 36, 1988, pp. 108–129
- Nous étions comme dans un rêve : les écrivains juifs irakiens en Israël dans les années 1950 [en anglais : We Were Like Those Who Dream’: Iraqi-Jewish Writers in Israel in the 1950’s], Prooftexts no 11, 1991, pp. 153-173
- Sous le patronage de Mahomet : motifs islamiques dans la poésie des écrivains juifs d'Irak [en anglais : Under the Patronage of Muḥammad’: Islamic Motifs in the Poetry of Jewish Writers from Iraq], in: T. Alexander et al. (eds.), History and Creativity in the Sephardi and Oriental Jewish Communities, Jerusalem: Misgav Yerushalayim, 1994, pp. 161–193
- Les œuvres littéraires arabes des juifs irakiens : les dynamiques du système culturel juif et ses relations avec le système culturel arabe [en hébreu], Miqqedem Umiyyam no 6, 1995, pp. 255–288
- Les relations entre juifs et musulmans dans la littérature et la presse périodique du judaïsme irakien [en hébreu], Pe‘amim – Studies in Oriental Jewry no 63, 1995), pp. 5–40[2]
- Le sionisme reflété dans les belles-lettres arabes et hébraïques des juifs irakiens [en hébreu], Pe‘amim – Studies in Oriental Jewry no 73, automne 1997), pp. 128–146
- Les femmes dans les belles-lettres arabes du judaïsme irakien au XXe siècle [en hébreu], Pe‘amim – Studies in Oriental Jewry no 82, hiver 2000), pp. 119–149
- La communauté juive irakienne après 1945 : littérature, histoire et historiographie [en hébreu], Miqqedem Umiyyam no 7, 2000, pp. 245–271
- Mon cœur bat d'amour pour les Arabes : les œuvres des juifs irakiens en arabe au 20e siècle [en anglais : My Heart Beats with Love of the Arabs: Iraqi Jews Writing in Arabic in the Twentieth Century], Journal of Modern Jewish Studies, I.2, 2002, pp. 182-203
- La vision sioniste et la littérature arabe des juifs irakiens : Une Caravane en provenance du village de Shalom Darwish [en hébreu], in: W.Z. Harvey et al. (eds.), Zion and Zionism among Sephardi and Oriental JewsJérusalem : Misgav Yerushalayim, 2002, pp. 539–560
- Il faut oublier Bagdad !: le conflit des récits littéraires des juifs irakiens en Israël [en anglais : Forget Baghdad!: The Clash of Literary Narratives among Iraqi-Jews in Israel], Orientalia Suecana, LIII, 2004, pp. 143-163
- La littérature arabe considérée par les juifs irakiens au XXe siècle : le cas de Ishaq Bar-Moshe (1927-2003) [en anglais : Arabic Literature by Iraqi-Jews in the Twentieth Century: The Case of Ishaq Bar-Moshe (1927-2003)], Middle Eastern Studies, 41.1, janvier 2005, pp. 7–29
- Les juifs considérés en tant qu'arabes : état de la question [en hébreu], Ruaḥ Mizaraḥit (East Wind) 2, été 2005, pp. 9–17
- Nous sommes arabes avant d'être juifs : l'émergence et le déclin de la culture juive arabe à l'époque moderne [en anglais : We Are Arabs Before We Are Jews: The Emergence and Demise of Arab-Jewish Culture in Modern Times], EJOS – Electronic Journal of Oriental Studies, VIII, 2005, no 9, pp. 1-47
- Quand le temps s'est arrêté : Ishaq Bar-Moshe, un écrivain juif arabe en Israël [en anglais : When the Time Stopped’: Ishaq Bar-Moshe as Arab-Jewish Writer in Israel], Jewish Social Studies, 11.2, 2005, pp. 102-135
- La langue arabe au service de la régénération des juifs : la participation des juifs à la presse arabe et au journalisme aux XIXe – XXe siècles [en anglais : Arabic in the Service of Regeneration of Jews: The Participation of Jews in Arabic Press and Journalism in the 19th and 20th Centuries], Acta Orientalia (Budapest), no 59, 2006, pp. 283–323
- Arabité, égyptianité, sionisme et cosmopolitisme : les activités culturelles et journalistiques en langue arabe des juifs égyptiens aux XIXe – XXe siècles, [en anglais : Arabness, Egyptianess, Zionism, and Cosmopolitanism: The Arabic Cultural and Journalistic Activities of Egyptian Jews in the 19th and 20th Centuries], Orientalia Suecana no 55, 2006, pp. 133-164
- Les Arabes de religion mosaïque : chronique d'une extinction annoncée, [en anglais : Arabs of the Mosaic Faith: Chronicle of a Cultural Extinction Foretold], Die Welt des Islam, 46.1, 2006, pp. 43–60
- Anā min al-Yahūd [arabe : je suis juif, ou je fais partie des juifs] : le déclin de la culture juive arabe au XXe siècle, [en anglais : Anā min al-Yahūd: The Demise of Arab-Jewish Culture in the Twentieth Century], Archiv Orientální no 74, 2006, pp. 387-424
- Hybridité, exclusion, et nettoyage culturel : les juifs irakiens et l'hégémonie de l'establishment ashkénaze en Israël, [en anglais : Hybridity, Exclusion, and Cultural Cleansing: Iraqi-Jews and the Hegemonic Israeli Ashkenazi Establishment,], in: Atef Botros (ed.), Der Nahe Osten – ein Teil Europas?, Berlin: Ergon Verlag, 2006, pp. 191–216
- A Carbon Copy of Ibn al-Balad?: The Participation of Egyptian Jews in Modern Arab Culture, Archiv Orientální no 74, 2006, pp. 37-64
- From al-Samaw’al to Ibn al-Samaw’al: Modern Arab-Jewish Culture, its Historical Background and Current Demise, Acta Orientalia (Oslo) no 67, 2006, pp. 19–79
- Till Spring Comes’: Arabic and Hebrew Literary Debates among Iraqi-Jews in Israel (1950-2000), Shofar – An Interdisciplinary Journal of Jewish Studies, 24.2, 2006, pp. 92-123
- Arabs of the Mosaic Faith: Jewish Writers in Modern Iraq and the Clash of Narratives after their Immigration to Israel, in: Andreas Pflitsch et Barbara Winckler (eds.), Poetry’s Voice – Society’s Norms: Forms of Interaction between Middle Eastern Writers and their Societies, Wiesbaden: Reichert, 2006, pp. 147-171
- Jewishness, Arabness and Egyptianness: The Participation of Egyptian Jews in Arabic Press and Journalism during the Nineteenth and Twentieth Centuries, Australian Journal of Jewish Studies no 20, 2006, pp. 199–238
- ‘Do Not They and I Share a Common Source?’: Modern Arab-Jewish Culture, Journal of Oriental and African Studies (Athènes) no 15, 2006, pp. 37-82
- Religion is for God, the Fatherland is for Everyone: Arab-Jewish Writers in Modern Iraq and and the Clash of Narratives after their Immigration to Israel, Journal of the American Oriental Society, Vol. 126, no 3, juillet-septembre 2006, pp. 379-399.
- My Childhood Blossomed on the Waters of the Tigris: The Arabic Literature of Iraqi Jews in the 20th Century, Bulletin of the Royal Institute for Inter-Faith Studies (Amman), 8.1&2, 2006, pp. 29-68
- Mosaic Arabs between Total and Conditioned Arabization: The Participation of Jews in Arabic Press and Journalism in Muslim Societies during the Nineteenth and Twentieth Centuries, Journal of Muslim Minority Affairs, 27.2, 2007, pp. 261–295
- Arabic Journalism as a Vehicle for Enlightenment: Iraqi Jews in the Arabic Press during the Nineteenth and Twentieth Centuries, Journal of Modern Jewish Studies, 6.3, 2007, pp. 219-237
- My Adherence to the Creed of Moses Has not Diminished My Love for Muhammad’s Nation’: The Emergence and Demise of Iraqi Jewish Literary Modern Culture, Jewish Quarterly Review, 98.1, hiver 2008, pp. 62-87

### Le système littéraire arabe moderne
- La littérature arabe moderne : un modèle historique dynamique [en hébreu], Ha-Mizraḥ He-Ḥadash no 36, 1994, pp. 49–80
- Le système littéraire arabe en Syrie à l'époque moderne [en hébreu], Ha-Mizraḥ He-Ḥadash no 38, 1996, pp. 165–182
- Synchronic and Diachronic Dynamics in Modern Arabic Literature, in: S. Ballas et R. Snir (eds.), Studies in Canonical and Popular Arabic Literature, Toronto: York Press, 1998, pp. 87-121
- Modern Arabic Literature and the West: Self-Image, Interference, and Reception, Yearbook of Comparative and General Literature no 48, 2000, pp. 53–71
- Modern Arabic Literature: A Functional Dynamic Historical Model, Toronto : York Press, 2001
- Modern Arabic Literature: A Theoretical Framework, Edinburgh: Edinburgh University Press, 2017
- Arab-Jewish Literature: The Birth and Demise of the Arabic Short Story, Leiden: Brill, 2019
- Contemporary Arabic Literature: Heritage and Innovation, Edinburgh: Edinburgh University Press, 2023
- Palestinian and Arab-Jewish Cultures: Language, Literature, and Identity, Edinburgh: Edinburgh University Press, 2023

### Le poète syrien Adonis (1930)
- Poète des secrets et des racines’: L’Adonis hallajien, in: Adonis: un poète dans le monde d’aujourd’hui 1950-'2000, Paris: Institut du monde arabe, 2000, pp. 171-172
- A Study of ‘Elegy for al-Ḥallāj’ by Adūnīs, Journal of Arabic Literature, 25.2, 1994, pp. 245-256
- Adūnīs – The Acts of the Wind [en hébreu], Helicon — Anthological Journal of Contemporary Poetry no 30, 1999, pp. 50–55

### Le poète palestinien Mahmoud Darwich (1941-2008)
- Maḥmūd Darwīsh – Birds without Wings [en hébreu], Helicon — Anthological Journal of Contemporary Poetry no 18, 1996, pp. 47–61
- Will Homer Be Born After Us?: Intertextuality and Myth in Maḥmūd Darwīsh’s Poetry in the 1980s, al-Karmil – Studies in Arabic Language and Literature no 25-26, 2004-2005, pp. 17-85 (une partie en anglais)
- Other Barbarians Will Come : Intertextuality, Meta-Poetry, and Meta-Myth in Mahmud Darwish’s Poetry, in: Hala Khamis Nassar et Najat Rahman (eds.), Mahmoud Darwish, Exile’s Poet: Critical Essays, Northampton, MA : Interlink Books, 2008, pp. 123-166

### Traductions

#### Traductions en arabe
- R. Snir a traduit deux poètes israéliens, Ronny Someck et Amir Or (Ronny Someck and Amir Or, Poésie israélienne contemporaine (traduction et introduction par Reuven Snir) (Paris: Farādīs, 1996), 67 pp

#### Traductions en hébreu
- Adonis, Maftah Pe‘ulut ha-Ruah, Tel Aviv: Keshev, 2012
- Mahmud Darwish ― 50 Shenot Shira, Tel Aviv: Keshev, 2015

#### Traductions en anglais
- Reuven Snir, Baghdad ― The City in Verse, Cambridge, MA: Harvard University Press, 2013

Cette anthologie réunit des poèmes composés par des auteurs bédouins, musulmans chrétiens, kurdes et juifs du VIIIe siècle à nos jours et traduits de l'arabe.